# Claude Aufaure
Claude Aufaure, né le 24 avril 1942 à Paris, est un acteur français.

## Filmographie

### Cinéma
- 1974 : On s'est trompé d'histoire d'amour de Jean-Louis Bertuccelli : Le jeune homme au guichet
- 1977 : Baxter, Vera Baxter de Marguerite Duras : Le barman
- 1984 : Cheech & Chong's The Corsican Brothers de Tommy Chong : Un villageois
- 1986 : 37°2 le matin de Jean-Jacques Beineix : Le médecin
- 1988 : Chouans ! de Philippe de Broca : Croque-au-sel
- 1989 : La Révolution française - (segment : Les Années Lumière de Robert Enrico) : Un curé
- 1990 : Le Mari de la coiffeuse de Patrice Leconte : Le client homosexuel
- 1991 : Merci la vie de Bertrand Blier : Le manager
- 1991 : Les Fleurs du mal de Jean-Pierre Rawson : L'Abbé Richard
- 1992 : Averills Ankommen  de Michael Schottenberg
- 1993 : Les Ténors de Francis de Gueltzl : Maître d'hôtel 1er restaurant
- 1994 : Le Parfum d'Yvonne de Patrice Leconte : L'homme à tête d'épagneul
- 1995 : Les Apprentis de Pierre Salvadori : Le père de Fred
- 1997 : Le Policier de Tanger (Tangier Cop) de Stephen Whittaker : Colonel René Claudel
- 1999 : La Fille sur le pont de Patrice Leconte : Le suicidé
- 2002 : Laissez-passer de Bertrand Tavernier : Roland Manuel
- 2003 : Rien, voilà l'ordre de Jacques Baratier : Dupont
- 2005 : Le Bord du monde de Frédérick Grosso : Un infirmier - court métrage -
- 2005 : Aux abois de Philippe Collin : Le pharmacien
- 2010 : Les Émotifs anonymes de Jean-Pierre Améris : Monsieur Mercier
- 2017 : Sales Gosses de Frédéric Quiring : Jeannot
- 2018 : Le Collier rouge de Jean Becker : l'avoué
- 2019 : La Belle Époque de Nicolas Bedos : le père de Pierre
- 2025 : Je le jure de Samuel Theis : Claude
- 2025 : Le Roi Soleil de Vincent Maël Cardona : M. Kantz

### Télévision
- 1966 : Le Trompette de la Bérésina de Jean-Paul Carrère : Le jeune soldat
- 1972 : La Tuile à loups, téléfilm  de Jacques Ertaud : Joseph
- 1974 : Le Pain noir - 2 épisodes de Serge Moati : Paul Delgaille
  - saison 1 épisode 3 : Adieu à l'enfance et épisode 4 : Le père fraternité
- 1977 : Jean de la Fontaine, téléfilm de Gérard Pignol et Jacques Vigoureux : L'abbé Pouget
- 1991 : Années de plumes, années de plomb, téléfilm  de Nicolas Ribowski
- 1991 : Appelez-moi Tonton, téléfilm de Dominique Baron
- 1991 : Le Milliardaire, téléfilm de Jacques Ertaud
- 1991 : Navarro - épisode 3 saison 9 : À l'ami, à la mort de Nicolas Ribowski
- 1993 : Maigret -  saison 1 épisode 9 : Maigret et les témoins récalcitrants de Michel Sibra : Le comptable
- 1995 : Les Vacances de l'inspecteur Lester, téléfilm de Alain Wermus : Curé
- 1996 : L'Allée du Roi - 1er épisode : Cabart de Villemont
- 1996 : Madame la proviseur - épisode 2 saison 2 : Bob et Samantha de Bertrand Van Effenterre - Cloarec
- 1997 : Nestor Burma - épisode 1 saison 5 : Sortie des artistes de Philippe Venault - Alexandre
- 1999 : Sydney Fox, l'aventurière - épisode 19 saison 2 : Le Masque - Le Docteur
- 2000 : Julie Lescaut, épisode 2 saison 9, Délit de justice de Daniel Janneau : Miton
- 2002 : Joséphine, ange gardien - saison 6 épisode 4 : Nadia de Laurent Dussaux : Albert
- 2002 : Darwin et la Science de l’évolution, film documentaire de Valérie Winckler : voix off
- 2004 : Julie, chevalier de Maupin, téléfilm de Charlotte Brändström : Francine
- 2009 : RIS police scientifique - saison 4 épisode 14 : Tu seras un homme de François Guérin : Chris Roméro

## Théâtre

### Comédien
- 1964 : Sire Halewyn de Michel de Ghelderode, mise en scène Pierre Debauche, Festival du Marais
- 1964 : Les Physiciens de Friedrich Dürrenmatt, mise en scène Hubert Gignoux, Centre dramatique de l'Est
- 1965 : Le Dragon d'Evguéni Schwartz, mise en scène Pierre Debauche, Festival de Nanterre
- 1965 : L'isle du roi sommeil de Noberto Ávila, mise en scène de Françoise Lepeuve, Festival de Nanterre
- 1967 : Les Bains de Vladimir Maïakovski, mise en scène Antoine Vitez, Théâtre-Maison de la culture de Caen
- 1968 : Le Prix de la révolte au marché noir de Dimítris Dimitriádis, mise en scène Patrice Chéreau, Théâtre de la Commune, Théâtre du Gymnase, Théâtre de la Cité de Villeurbanne
- 1969 : Le Prix de la révolte au marché noir de Dimítris Dimitriádis, mise en scène Patrice Chéreau, Comédie de Saint-Étienne
- 1969 : Le Concile d'amour d'Oscar Panizza, mise en scène Jorge Lavelli, Théâtre de Paris
- 1969 : Orden de Girolamo Arrigo, mise en scène Jorge Lavelli, Festival d'Avignon
- 1969 : Fin de carnaval de Josef Topol, mise en scène Pierre Debauche, Théâtre des Amandiers

- 1970 : Orden de Girolamo Arrigo, mise en scène Jorge Lavelli, Tréteaux de France
- 1970 : Britannicus de Racine, mise en scène Pierre Valde, Théâtre de Colombes
- 1970 : Early morning d'Edward Bond, mise en scène Georges Wilson, Festival d'Avignon, TNP Théâtre de Chaillot
- 1971 : Le Songe d'une nuit d'été de William Shakespeare, mise en scène Jean Gillibert, Théâtre de Chateauvallon
- 1971 : Turandot ou le congrès des blanchisseurs de Bertolt Brecht, mise en scène Georges Wilson, TNP Théâtre national de Chaillot
- 1972 : La Cigogne d'Armand Gatti, mise en scène Pierre Debauche, Maison de la Culture Nanterre
- 1972 : La Célestine de Fernando de Rojas, mise en scène Jean Gillibert, Châteauvallon, Théâtre de l'Ouest parisien
- 1973 : La Célestine de Fernando de Rojas, mise en scène Jean Gillibert, Théâtre de Nice
- 1973 : Rubezahl, scènes de Don Juan d'Oscar Venceslas de Lubicz-Milosz, mise en scène Laurent Terzieff, Théâtre du Lucernaire
- 1974 : Rubezahl, scènes de Don Juan d'Oscar Venceslas de Lubicz-Milosz, mise en scène Laurent Terzieff, Théâtre Montansier
- 1975 : Catherine d'après le roman d'Aragon Les Cloches de Bâle, mise en scène Antoine Vitez, Festival d'Avignon, Théâtre des Quartiers d'Ivry, Centre dramatique national de Nanterre, tournée
- 1975 : Dieu le veut de Jean-Michel Ribes, mise en scène de l'auteur, Festival d'Avignon
- 1976 : Scédase ou l'hospitalité violée d'après Alexandre Hardy, mise en scène Daniel Mesguich, Théâtre Paris-Nord
- 1978 : Une Heure avec Rainer Maria Rilke d'après Rainer Maria Rilke, mise en scène Laurent Terzieff, Théâtre du Lucernaire
- 1979 : M'appelle Isabelle Langrenier de Jean-Louis Bauer, mise en scène Roger Blin, Théâtre de Chaillot
- 1979 : Le Pic du bossu de Sławomir Mrożek, mise en scène Laurent Terzieff, Théâtre national de Chaillot

- 1980 : Le Pic du bossu de Sławomir Mrożek, mise en scène Laurent Terzieff, Théâtre Hébertot
- 1980 : Milosz d'après Oscar Venceslas de Lubicz-Milosz, mise en scène Laurent Terzieff, Théâtre du Lucernaire
- 1981 : Une Heure avec Rainer Maria Rilke d'après Rainer Maria Rilke, mise en scène Laurent Terzieff, Théâtre de La Criée
- 1981 : Milosz d'après Oscar Venceslas de Lubicz-Milosz, mise en scène Laurent Terzieff, Théâtre du Lucernaire
- 1981 : Les Amis d'Arnold Wesker, mise en scène Yves Gasc, Théâtre du Lucernaire
- 1983 : Milosz d'après Oscar Venceslas de Lubicz-Milosz, mise en scène Laurent Terzieff, Théâtre Renaud-Barrault
- 1984 : Le Babil des classes dangereuses de Valère Novarina, mise en scène Jean Gillibert, Théâtre La Criée, Centre Georges Pompidou
- 1984 : L'Elève de Brecht de Bernard Da Costa, mise en scène Nicolas Bataille, Théâtre de Poche Montparnasse
- 1985 : Esquisses viennoises de Peter Altenberg, mise en scène Véra Gregh, Poche Montparnasse
- 1986 : Esquisses viennoises de Peter Altenberg, mise en scène Véra Gregh, Nouveau théâtre d'Angers
- 1988 : Monsieur Pirandello est demandé au téléphone d'Antonio Tabucchi, mise en scène Jean-Claude Jay, Festival d'Avignon

- 1991 : Les Comédies barbares de Ramón María del Valle-Inclán, mise en scène Jorge Lavelli, Festival d'Avignon
- 1992 : Les Comédies barbares de Ramón María del Valle-Inclán, mise en scène Jorge Lavelli, Théâtre national de la Colline, Théâtre de Nice, Théâtre des Treize Vents
- 1992 : Macbett d'Eugène Ionesco, mise en scène Jorge Lavelli, Théâtre national de la Colline
- 1993 : Macbett d'Eugène Ionesco, mise en scène Jorge Lavelli, Théâtre de Nice, Théâtre des Célestins
- 1995 : C.3.3. de Robert Badinter, mise en scène Jorge Lavelli, Théâtre national de la Colline
- 1996 : Félix de Robert Walser, mise en scène Claude Aufaure

- 2001 : Moi, Bertolt Brecht de Bertolt Brecht, mise en scène Laurent Terzieff, Théâtre de la Gaîté-Montparnasse
- 2006 : Esquisses viennoises de Peter Altenberg, mise en scène Claude Aufaure, Festival de Sarlat
- 2007 : Hughie d'Eugene O'Neill, mise en scène Laurent Terzieff, Théâtre du Lucernaire
- 2009 : Fouaces et autres viandes célestes, Lecture mise en espace Jean-Pierre Bodin
- 2009 : L'Habilleur de Ronald Harwood, mise en scène Laurent Terzieff, Théâtre Rive Gauche
- 2010 : Le Sens du désir, d’après Jean-Louis Barrault et Guy Dumur, adaptation et mise en scène Gérald Garutti, Rencontres littéraires de Brangues, Odéon-Théâtre de l’Europe
- 2011 : Correspondance à trois, d’après Boris Pasternak, Rainer Maria Rilke et Marina Tsvétaïeva - adaptation et mise en espace Gérald Garutti, Rencontres littéraires de Brangues
- 2012 : Mes prix littéraires de Thomas Bernhard, mise en scène Olivier Martinaud, La Loge
- 2013 : L'importance d'être sérieux d'Oscar Wilde, deux rôles, mise en scène Gilbert Désveaux, Théâtre des 13 vents, Théâtre Montparnasse
- 2013 : Terre haute de Edmund White, mise en scène Claude Aufaure, tournée
- 2014 : Mes prix littéraires de Thomas Bernhard, mise en scène Olivier Martinaud, Le Lucernaire
- 2015 : Voyages avec ma tante de Graham Greene, mise en scène Nicolas Briançon, La Pépinière-Théâtre
- 2017 : L'Histoire du soldat d’Igor Stravinsky et Charles Ferdinand Ramuz, mise en scène Stéphan Druet, théâtre de Poche-Montparnasse
- 2019 : Sept morts sur ordonnance de Georges Conchon, mise en scène Anne Bourgeois, théâtre Hébertot
- 2024 : Ostinato de Marc Villemain, mise en scène Dimitri Rataud, théâtre de la Huchette

### Metteur en scène
- 1996 : Félix de Robert Walser
- 1997 : Madame Béate et son fils d'après Arthur Schnitzler, Théâtre du Lucernaire
- 2004 : Ce père que j'aimais malgré tout de Franck Ribault
- 2006 : Esquisses viennoises de Peter Altenberg, Festival de Sarlat
- 2012 : J'ai passé ma vie à chercher l'ouvre-boîtes de Maurice-Domingue Barthélemy, Théâtre du Rond-Point
- 2013 : Terre haute de Edmund White

## Discographie
Claude Aufaure prête sa voix (incarnant les pensées du peintre Claude Monet) sur les deux premiers albums de la trilogie (un 3e vol. est prévu).
- 2002 : XII Alfonso, Claude Monet - Vol. 1 : 1883 – 1889 (CD coffret + livret 50 pages - Musea)
- 2005 : XII Alfonso, Claude Monet - Vol. 2 : 1889 – 1904 (CD digipack + livret 50 pages - Musea)

Il prête aussi sa voix à une narration traduite en français de l'œuvre littéraire espagnole Platero et moi de Juan Ramòn Jiménez chez Seghers (2009).